# Olivia McTaggart
Olivia McTaggart (Southport, 9 gennaio 2000) è un'astista neozelandese.

## Biografia
McTaggart è nata in Australia, per poi trasferirsi con i genitori a Greenhithe, sobborgo nordoccidentale di Auckland, in Nuova Zelanda.
Dopo essere stata per 10 anni una ginnasta artistica, nel 2014, per colpa di un infortunio alla schiena, spostò la sua carriera verso il salto con l'asta. Dopo meno di sei mesi di esperienza in questa disciplina, debuttò ai Campionati juniores australiani, nell'evento under 16, e conquistò la medaglia di bronzo.
Nel 2017 McTaggart infranse il record neozelandese under 17, detenuto in precedenza da Eliza McCartney. Il risultato raggiunto di 4.40 metri la posizionò al tempo al terzo posto al mondo tra le astiste under 18 e al settimo posto al mondo tra le under 20.
Nel 2018 rappresentò la Nuova Zelanda ai XXI Giochi del Commonwealth, svoltisi nella Gold Coast, in Australia. McTaggart finì la competizione al nono posto, raggiungendo l'altezza di 4.30 metri. Nello stesso anno partecipò ai Campionati del mondo under 20, classificandosi quinta in finale, sempre con il risultato di 4.30 metri.
Nel 2019 a marzo vinse i Campionati nazionali neozelandesi con il record personale di 4.46 metri. Ad aprile fu protagonista in un brutto incidente al Huawei P30 Vertical Pursuit, ad Auckland: dopo aver già vinto l'evento con un salto di 4.27, McTaggart nel tentativo di saltare 4.40 metri vide l'asta rompersi durante il salto e questo le costò la frattura del polso. Nonostante l'infortunio a giugno conquisto l'argento ai Campionati oceaniani con un salto di 4.25 metri. Nel luglio dello stesso anno prese parte a Napoli alla XXX Universiade, sfiorando il podio e giungendo al quarto posto con 4.31 metri, stesso risultato della terza classificata, la statunitense Bridget Guy, che però fece un tentativo in meno di McTaggart nei salti precedenti.
Nel 2020 ottenne il secondo posto ai Campionati nazionali, mentre nel 2021 non riuscì a staccare il pass per prendere parte ai suoi primi Giochi olimpici, quelli di Tokyo 2020, posticipati di un anno a causa della pandemia di Covid-19.
Nel 2022 si classificò sesta ai Campionati mondiali indoor, stabilendo il proprio record personale al chiuso con 4.60 metri. Più avanti nell'anno conquistò per la seconda volta l'oro ai Campionati nazionali con 4.65 metri e per la prima volta salì sul gradino più alto del podio ai Campionati oceaniani saltando 4.50 metri. A luglio prese parte ai Campionati del mondo di Eugene, qualificandosi alla finale con il quarto posto nel suo gruppo, ma fallendo tutti e tre i salti al primo tentativo in finale. Ad agosto raggiunse il quarto posto ai Giochi del Commonwealth.
L'11 marzo 2023 infranse il suo miglior risultato agli Athletics Auckland Inc Pole Vault Championships, saltando 4.71 metri, vincendo la gara e qualificandosi ai successivi Campionati mondiali a Budapest, dove però non riuscì a raggiungere la finale, fermandosi nelle qualificazioni a 4.35 metri.
Nel 2024 partecipò ai Giochi olimpici di Parigi, nei quali riuscì a qualificarsi in finale saltando 4.40 metri e classificandosi tredicesima nella classifica finale con il risultato di 4.60 metri.

## Progressione

### Salto con l'asta
| Stagione | Risultato | Luogo        | Data       | Rank. Mond. |
| -------- | --------- | ------------ | ---------- | ----------- |
| 2023     | 4.71      | Auckland     | 11-03-2023 |             |
| 2022     | 4.65      | Hastings     | 05-03-2022 | 16ª         |
| 2021     | 4.55      | Auckland     | 06-02-2021 | 28ª         |
| 2020     | 4.50      | Auckland     | 05-12-2020 | 20ª         |
| 2019     | 4.46      | Christchurch | 09-03-2019 | 50ª         |
| 2018     | 4.45      | Auckland     | 17-11-2018 | 43ª         |
| 2017     | 4.40      | Hastings     | 14-01-2017 | 63ª         |
| 2016     | 4.30      | Auckland     | 26-11-2016 | 99ª         |
| 2015     | 3.90      | Auckland     | 14-11-2015 | 446ª        |

### Salto con l'asta indoor
| Stagione | Risultato | Luogo    | Data       | Rank. Mond. |
| -------- | --------- | -------- | ---------- | ----------- |
| 2022-23  | 4.51      | Auckland | 17-12-2022 |             |
| 2021-22  | 4.60      | Belgrado | 19-03-2022 | 14ª         |
| 2020-21  | 4.40      | Auckland | 12-06-2021 | 45ª         |
| 2019-20  | 4.21      | Hastings | 22-02-2020 | 109ª        |
| 2016-17  | 4.10      | Auckland | 22-02-2017 | 163ª        |

## Palmarès
| Anno | Manifestazione          | Sede       | Evento           | Risultato | Prestazione | Note                          |
| ---- | ----------------------- | ---------- | ---------------- | --------- | ----------- | ----------------------------- |
| 2018 | Giochi del Commonwealth | Gold Coast | Salto con l'asta | 9ª        | 4,30 m      |                               |
| 2018 | Mondiali under 20       | Tampere    | Salto con l'asta | 5ª        | 4,30 m      |                               |
| 2019 | Campionati oceaniani    | Townsville | Salto con l'asta | Argento   | 4,25 m      |                               |
| 2019 | Universiadi             | Napoli     | Salto con l'asta | 4ª        | 4,31 m      |                               |
| 2022 | Mondiali indoor         | Belgrado   | Salto con l'asta | 6ª        | 4,60 m      | Miglior prestazione personale |
| 2022 | Campionati oceaniani    | Mackay     | Salto con l'asta | Oro       | 4,50 m      |                               |
| 2022 | Mondiali                | Eugene     | Salto con l'asta | nm        | nm          |                               |
| 2022 | Giochi del Commonwealth | Birmingham | Salto con l'asta | 4ª        | 4,45 m      |                               |
| 2023 | Mondiali                | Budapest   | Salto con l'asta | 24ª (q)   | 4,35 m      |                               |
| 2024 | Giochi olimpici         | Parigi     | Salto con l'asta | 13ª       | 4,60 m      |                               |
| 2025 | Mondiali indoor         | Nanchino   | Salto con l'asta | 11ª       | 4,45 m      |                               |

## Altre competizioni internazionali
2025
- Oro al London Athletics Meet ( Londra), salto con l'asta - 4,73 m